# 小行星2601
小行星2601（2601 Bologna）是一颗绕太阳运转的小行星，为主小行星带小行星。该小行星于1980年12月8日发现。
該小行星以義大利的城市波隆那命名。

## 轨道参数
小行星2601的轨道半长轴为3.1266551 UA，离心率为0.063。